# Templo de Augusto (Tarragona)
El templo de Augusto es un templo de culto a este emperador romano y se erigió en la actual ciudad española de Tarragona durante el Imperio romano.

## Historia
Tarraco, en la época romana, fue una ciudad de gran esplendor e importancia en el Imperio romano y capital de la región norte de Hispania. 
Explica el historiador romano Tácito (Ann. I, 78) que en el siglo I después de Cristo, una delegación de tarraconenses pidió al emperador Tiberio autorización para levantar un templo de culto a su antecesor, Augusto, que había muerto un año antes y que había otorgado a Tarraco la capitalidad de la provincia de Hispania, Tarraconensis, la más grande del antiguo Imperio.
El templo de Tarragona podría haber sido el primero que se le dedicó fuera de Roma. Su existencia se conoce a través de unas monedas romanas que lo reproducen y que se acuñaron en el año 15 después de Cristo con la imagen de Augusto en el anverso y la de un templo dedicado a este en reverso. 
Hacia la mitad del siglo V o inicios del VI, en pleno período tardorromano, el templo de Augusto se desmontó para utilizar los sillares en la construcción de una catedral visigótica así como dependencias eclesiásticas y civiles relacionadas con el nuevo poder establecido en la ciudad. Posteriormente se levantó en el siglo XII sobre sus cimientos la actual catedral de Tarragona; quedando los cimientos del templo sepultados bajo el suelo de la catedral hasta que las excavaciones iniciadas en 2007 descubrieron los restos arqueológicos del que se supone que fue el templo de Augusto.

## Características arquitectónicas
Dicho templo tenía características similares al Partenón de Atenas, de planta rectangular con ocho columnas frontales y con la imagen de Augusto entronizado sobre un pódium. 
No se sabe si tendría columnas laterales o traseras ya que aún se sigue investigando sobre la estructura del templo.

## Excavación
Un equipo multidisciplinario formado por 25 personas inició las excavaciones en julio de 2010 en el subsuelo de la catedral de Tarragona para localizar los cimientos del templo romano dedicado al emperador Augusto.
Los trabajos arqueológicos en el interior de la Catedral de Tarragona se realizaron en dos espacios diferenciados detallados a continuación. 
La actuación principal fue un amplio sondeo de unos 2,6 m por 18 m de longitud que se ubicó en la nave central de la Catedral hasta el presbiterio. Este espacio se encuentra en el eje axial de la catedral medieval y del templo romano de culto imperial. El interés de este punto era conocer los restos de la cimentación del templo en su parte posterior, donde se ubicaba su celda, el aula sagrada donde se situaba la estatua de la divinidad.
También se intentó comprobar la existencia de evidencias de época tardorromana y visigótica que aportasen luz al proceso de transformación de este espacio a partir del siglo V d. C. En la actualidad no se conoce con verosimilitud si la posible catedral visigótica habría podido reutilizar la cimentación del templo romano para ser erigida.
Asimismo se documentaron los niveles constructivos medievales y las estructuras de los sepulcros privilegiados que, ubicados desde antiguo en este espacio de la nave central, dentro del coro, se trasladaron al actual  presbiterio en época contemporánea.
El segundo sondeo se situó en el área del ábside, en el lugar exacto donde el pavimento de opus sectile medieval está afectado y pavimentado por un enlosado de piedra posterior. La superficie de excavación fue de unos 3 m x 5 m. La intervención permitió conocer la estructura de la cimentación del ábside medieval así como la naturaleza estratigráfica de este sector hasta el nivel de roca.